# Галиулин, Вагиз Искандарович
Ваги́з Исканда́рович Галиу́лин (узб. Воиз Искандар ўғли Ғалиуллин, Voiz Iskandar o‘g‘li G‘aliullin; 10 октября 1987, Ленинск, Андижанская область, Узбекская ССР, СССР) — бывший узбекский и российский футболист, полузащитник. Выступал за сборную Узбекистана.

## Карьера
Воспитанник узбекской ФШ «Андижан». Дебютировал в составе казанского «Рубина» 7 марта 2007 года в матче 1/8 финала Кубка России против «Ростова». Дебютировал в чемпионате России 16 ноября 2008 года в гостевом матче предпоследнего, 29-го тура, против команды ЦСКА.
В 2010 году стал обладателем Кубка чемпионов Содружества.
В июле 2012 года перешёл на правах аренды в «Нефтехимик», провёл 19 матчей и забил 2 гола. В феврале 2013 года был дозаявлен за «Рубин». В феврале 2016 перешёл в клуб ФНЛ «Тосно» После расформирования клуба в июне 2018 перешёл в «Тамбов».
В 2011 году в составе сборной Узбекистана на Кубке Азии по футболу занял 4-е место.

## Достижения
«Рубин»
- Чемпион России: 2008
- Обладатель Кубка Содружества: 2010

«Тосно»
- Обладатель Кубка России: 2017/18